# 4194 Швайцер
4194 Швайцер (4194 Sweitzer) — астероїд головного поясу, відкритий 15 вересня 1982 року.
Тіссеранів параметр щодо Юпітера — 3,355.